# SHA-2
SHA-2 (англ. Secure Hash Algorithm Version 2 — безопасный алгоритм хеширования, версия 2) — семейство криптографических алгоритмов — однонаправленных хеш-функций, включающее в себя алгоритмы SHA-224, SHA-256, SHA-384, SHA-512, SHA-512/256 и SHA-512/224.
Хеш-функции предназначены для создания «отпечатков» или «дайджестов» для сообщений произвольной длины. Применяются в различных приложениях или компонентах, связанных с защитой информации.

## История
Хеш-функции SHA-2 разработаны Агентством национальной безопасности США и опубликованы Национальным институтом стандартов и технологий в федеральном стандарте обработки информации FIPS PUB 180-2 в августе 2002 года. В этот стандарт также вошла хеш-функция SHA-1, разработанная в 1995 году. В феврале 2004 года в FIPS PUB 180-2 была добавлена SHA-224. В октябре 2008 года вышла новая редакция стандарта — FIPS PUB 180-3. В марте 2012 года вышла последняя на данный момент редакция FIPS PUB 180-4, в которой были добавлены функции SHA-512/256 и SHA-512/224, основанные на SHA-512 (поскольку на 64-битных архитектурах SHA-512 работает быстрее, чем SHA-256).
В июле 2006 года появился стандарт RFC 4634 «Безопасные хеш-алгоритмы США (SHA и HMAC-SHA)», описывающий SHA-1 и семейство SHA-2.
Агентство национальной безопасности от лица государства выпустило патент на SHA-2 под лицензией Royalty-free.

## Алгоритм

### Общее описание

Схема одной итерации алгоритмов SHA-2

Хеш-функции семейства SHA-2 построены на основе структуры Меркла — Дамгора.
Исходное сообщение после дополнения разбивается на блоки, каждый блок — на 16 слов. Алгоритм пропускает каждый блок сообщения через цикл с 64 или 80 итерациями (раундами). На каждой итерации 2 слова преобразуются, функцию преобразования задают остальные слова. Результаты обработки каждого блока складываются, сумма является значением хеш-функции. Тем не менее, инициализация внутреннего состояния производится результатом обработки предыдущего блока. Поэтому независимо обрабатывать блоки и складывать результаты нельзя. Подробнее — см. псевдокод.

### Сравнение хеш-функций
В следующей таблице показаны некоторые технические характеристики различных вариантов SHA-2. «Внутреннее состояние» обозначает промежуточную хеш-сумму после обработки очередного блока данных:
| Хеш-функция                                | Длина дайджеста сообщения (бит) | Длина внутреннего состояния (бит) | Длина блока (бит) | Максимальная длина сообщения (бит) | Длина слова (бит) | Количество итераций в цикле | Скорость (MiB/s) |
| ------------------------------------------ | ------------------------------- | --------------------------------- | ----------------- | ---------------------------------- | ----------------- | --------------------------- | ---------------- |
| SHA‑256, SHA‑224                           | 256/224                         | 256 (8 × 32)                      | 512               | 264 − 1                            | 32                | 64                          | 139              |
| SHA‑512, SHA‑384, SHA‑512/256, SHA‑512/224 | 512/384/256/224                 | 512 (8 × 64)                      | 1024              | 2128 − 1                           | 64                | 80                          | 154              |

## Псевдокод
Псевдокод использует следующие битовые операции:
- ǁ — конкатенация,
- + — сложение,
- and — побитовое «И»,
- xor — исключающее «ИЛИ»,
- shr (shift right) — логический сдвиг вправо,
- rotr (rotate right) — циклический сдвиг вправо.

### SHA-256
```
Пояснения:

 Все переменные беззнаковые, имеют размер 32 бита и при вычислениях суммируются по модулю 2
32

 
message
 
— исходное двоичное сообщение
 
m
 
— преобразованное сообщение

 
Инициализация переменных

 (первые 32 бита 
дробных частей
 квадратных корней первых восьми простых чисел [от 2 до 19]):

h0 := 0x6A09E667
h1 := 0xBB67AE85
h2 := 0x3C6EF372
h3 := 0xA54FF53A
h4 := 0x510E527F
h5 := 0x9B05688C
h6 := 0x1F83D9AB
h7 := 0x5BE0CD19

Таблица констант

(первые 32 бита 
дробных частей
 кубических корней первых 64 простых чисел [от 2 до 311]):

k
[
0..63
]
 :=
    0x428A2F98, 0x71374491, 0xB5C0FBCF, 0xE9B5DBA5, 0x3956C25B, 0x59F111F1, 0x923F82A4, 0xAB1C5ED5,
    0xD807AA98, 0x12835B01, 0x243185BE, 0x550C7DC3, 0x72BE5D74, 0x80DEB1FE, 0x9BDC06A7, 0xC19BF174,
    0xE49B69C1, 0xEFBE4786, 0x0FC19DC6, 0x240CA1CC, 0x2DE92C6F, 0x4A7484AA, 0x5CB0A9DC, 0x76F988DA,
    0x983E5152, 0xA831C66D, 0xB00327C8, 0xBF597FC7, 0xC6E00BF3, 0xD5A79147, 0x06CA6351, 0x14292967,
    0x27B70A85, 0x2E1B2138, 0x4D2C6DFC, 0x53380D13, 0x650A7354, 0x766A0ABB, 0x81C2C92E, 0x92722C85,
    0xA2BFE8A1, 0xA81A664B, 0xC24B8B70, 0xC76C51A3, 0xD192E819, 0xD6990624, 0xF40E3585, 0x106AA070,
    0x19A4C116, 0x1E376C08, 0x2748774C, 0x34B0BCB5, 0x391C0CB3, 0x4ED8AA4A, 0x5B9CCA4F, 0x682E6FF3,
    0x748F82EE, 0x78A5636F, 0x84C87814, 0x8CC70208, 0x90BEFFFA, 0xA4506CEB, 0xBEF9A3F7, 0xC67178F2

Предварительная обработка:

m := message ǁ [
единичный бит
]
m := m ǁ [k 
нулевых бит
], 
где 
k
 
— наименьшее неотрицательное число, такое, что 
                 (L + 1 + K) mod 512 = 448, где L — число бит в сообщении (
сравнима по модулю
 512 c 448)

m := m ǁ 
Длина
(message) 
— длина исходного сообщения в битах в виде 64-битного числа
            с 
порядком байтов
 от старшего к младшему

Далее сообщение обрабатывается последовательными порциями по 512 бит:

разбить сообщение на куски по 512 бит

для
 каждого куска
    разбить кусок на 16 слов длиной 32 бита (с 
порядком байтов
 от старшего к младшему внутри слова): w
[
0..15
]

    
Сгенерировать дополнительные 48 слов:

    
для
 i 
от
 16 
до
 63
        s0 := (w
[
i-15
]
 
rotr
 7) 
xor
 (w
[
i-15
]
 
rotr
 18) 
xor
 (w
[
i-15
]
 
shr
 3)
        s1 := (w
[
i-2
]
 
rotr
 17) 
xor
 (w
[
i-2
]
 
rotr
 19) 
xor
 (w
[
i-2
]
 
shr
 10)
        w
[
i
]
 := w
[
i-16
]
 
+
 s0 
+
 w
[
i-7
]
 
+
 s1

    
Инициализация вспомогательных переменных:

    a := h0
    b := h1
    c := h2
    d := h3
    e := h4
    f := h5
    g := h6
    h := h7

    
Основной цикл:

    
для
 i 
от
 0 
до
 63
        Σ0 := (a 
rotr
 2) 
xor
 (a 
rotr
 13) 
xor
 (a 
rotr
 22)
        Ma := (a 
and
 b) 
xor
 (a 
and
 c) 
xor
 (b 
and
 c)
        t2 := Σ0 + Ma
        Σ1 := (e 
rotr
 6) 
xor
 (e 
rotr
 11) 
xor
 (e 
rotr
 25)
        Ch := (e 
and
 f) 
xor
 ((
not
 e) 
and
 g)
        t1 := h + Σ1 + Ch + k
[
i
]
 + w
[
i
]

        h := g
        g := f
        f := e
        e := d + t1
        d := c
        c := b
        b := a
        a := t1 + t2

    
Добавить полученные значения к ранее вычисленному результату:

    h0 := h0 + a
    h1 := h1 + b 
    h2 := h2 + c
    h3 := h3 + d
    h4 := h4 + e
    h5 := h5 + f
    h6 := h6 + g 
    h7 := h7 + h

Получить итоговое значение хеша:

digest = hash = h0 ǁ h1 ǁ h2 ǁ h3 ǁ h4 ǁ h5 ǁ h6 ǁ h7
```

SHA-224 идентичен SHA-256, за исключением:
- для инициализации переменных h0—h7 используются другие начальные значения,
- в итоговом хеше опускается значение h7.

```
Начальные значения переменных 
h0
—
h7
 в SHA-224:

h0 := 0xC1059ED8
h1 := 0x367CD507
h2 := 0x3070DD17
h3 := 0xF70E5939
h4 := 0xFFC00B31
h5 := 0x68581511
h6 := 0x64F98FA7
h7 := 0xBEFA4FA4
```

SHA-512 имеет идентичную структуру, но:
- слова имеют длину 64 бита,
- используется 80 раундов вместо 64,
- сообщение разбито на чанки по 1024 бит,
- начальные значения переменных и константы расширены до 64 бит,
- постоянные для каждого из 80 раундов — 80 первых простых чисел,
- сдвиг в операциях rotr и shr производится на другое число позиций.

```
Начальные значения переменных 
h0
—
h7
 в SHA-512:

h0 := 0x6a09e667f3bcc908, 
h1 := 0xbb67ae8584caa73b, 
h2 := 0x3c6ef372fe94f82b, 
h3 := 0xa54ff53a5f1d36f1, 
h4 := 0x510e527fade682d1, 
h5 := 0x9b05688c2b3e6c1f, 
h6 := 0x1f83d9abfb41bd6b, 
h7 := 0x5be0cd19137e2179
```

SHA-384 идентичен SHA-512, за исключением:
- переменные h0—h7 имеют другие начальные значения,
- в итоговом хеше опускаются значения h6 и h7.

```
Начальные значения переменных 
h0
—
h7
 в SHA-384

(первые 64 бита дробных частей квадратных корней простых чисел с 9-го по 16-е [от 23 до 53]):

h0 := CBBB9D5DC1059ED8
h1 := 629A292A367CD507
h2 := 9159015A3070DD17
h3 := 152FECD8F70E5939
h4 := 67332667FFC00B31
h5 := 8EB44A8768581511
h6 := DB0C2E0D64F98FA7
h7 := 47B5481DBEFA4FA4
```

SHA-512/256 идентичен SHA-512, за исключением:
- переменные h0—h7 имеют другие начальные значения,
- итоговый хеш обрезается до левых 256 бит.

```
Начальные значения переменных 
h0
—
h7
 в SHA-512/256
:

h0 := 22312194FC2BF72C
h1 := 9F555FA3C84C64C2
h2 := 2393B86B6F53B151
h3 := 963877195940EABD
h4 := 96283EE2A88EFFE3
h5 := BE5E1E2553863992
h6 := 2B0199FC2C85B8AA
h7 := 0EB72DDC81C52CA2
```

SHA-512/224 идентичен SHA-512, за исключением:
- переменные h0—h7 имеют другие начальные значения,
- итоговый хеш обрезается до левых 224 бит.

```
Начальные значения переменных 
h0
—
h7
 в SHA-512/224
:

h0 := 8C3D37C819544DA2
h1 := 73E1996689DCD4D6
h2 := 1DFAB7AE32FF9C82
h3 := 679DD514582F9FCF
h4 := 0F6D2B697BD44DA8
h5 := 77E36F7304C48942
h6 := 3F9D85A86A1D36C8
h7 := 1112E6AD91D692A1
```

## Примеры
Ниже приведены примеры хешей для одинакового текста при различных версиях протокола SHA-2. Во всех примерах подразумевается использование кодировки ASCII.
```
SHA-224("
The quick brown fox jumps over the lazy dog
") 
 = 730E109B D7A8A32B 1CB9D9A0 9AA2325D 2430587D DBC0C38B AD911525
```

```
SHA-256("The quick brown fox jumps over the lazy dog") 
 = D7A8FBB3 07D78094 69CA9ABC B0082E4F 8D5651E4 6D3CDB76 2D02D0BF 37C9E592
```

```
SHA-384("The quick brown fox jumps over the lazy dog") 
 = CA737F10 14A48F4C 0B6DD43C B177B0AF D9E51693 67544C49 4011E331 7DBF9A50
   9CB1E5DC 1E85A941 BBEE3D7F 2AFBC9B1
```

```
SHA-512("The quick brown fox jumps over the lazy dog") 
 = 07E547D9 586F6A73 F73FBAC0 435ED769 51218FB7 D0C8D788 A309D785 436BBB64
   2E93A252 A954F239 12547D1E 8A3B5ED6 E1BFD709 7821233F A0538F3D B854FEE6
```

```
SHA-512/256("The quick brown fox jumps over the lazy dog") 
 = DD9D67B3 71519C33 9ED8DBD2 5AF90E97 6A1EEEFD 4AD3D889 005E532F C5BEF04D
```

```
SHA-512/224("The quick brown fox jumps over the lazy dog") 
 = 944CD284 7FB54558 D4775DB0 485A5000 3111C8E5 DAA63FE7 22C6AA37
```

Малейшее изменение сообщения в подавляющем большинстве случаев приводит к полному изменению хеша вследствие лавинного эффекта. К примеру, при изменении dog на cog (изменение затрагивает лишь один бит из 344 в кодируемой фразе) хеш изменится кардинально:
```
SHA-256("The quick brown fox jumps over the lazy cog") 
 = E4C4D8F3 BF76B692 DE791A17 3E053211 50F7A345 B46484FE 427F6ACC 7ECC81BE
```

## Криптоанализ
Криптоанализ хеш-функции подразумевает исследование устойчивости алгоритма по отношению, по меньшей мере, к следующим видам атак:
- нахождению коллизий, то есть разных сообщений с одинаковым хешем — от этого зависит безопасность электронной цифровой подписи с использованием данного хеш-алгоритма;
- нахождению прообраза, то есть неизвестного сообщения по его хешу — от этого зависит безопасность хранения хешей паролей для целей аутентификации.

В 2003 году Гилберт и Хандшух провели исследование SHA-2, но не нашли каких-либо уязвимостей. Однако в марте 2008 года индийские исследователи Сомитра Кумар Санадия и Палаш Саркар опубликовали найденные ими коллизии для 22 итераций SHA-256 и SHA-512. В сентябре того же года они представили метод конструирования коллизий для усечённых вариантов SHA-2 (21 итерация). Позднее были найдены методы конструирования коллизий для 31 итерации SHA-256  и для 27 итераций SHA-512. 
Алгоритм также исследовался на стойкость к атакам поиска прообраза. Последней теоретической атакой является атака нахождения прообраза для 45-раундовой версии SHA-256 со сложностью {\displaystyle 2^{255.5}}операций. Лучшим практическим результатом является нахождение прообразов для 18-раундовой функции сжатия. 
Ввиду алгоритмической схожести SHA-2 с SHA-1 и наличия у последней потенциальных уязвимостей принято решение, что SHA-3 будет базироваться на совершенно ином алгоритме. 2 октября 2012 года NIST утвердил в качестве SHA-3 алгоритм Keccak.

## Применение и сертификация
SHA-224, SHA-256, SHA-384, SHA-512, SHA-512/256 и SHA-512/224 законом США допускаются к использованию в некоторых правительственных приложениях, включая использование в рамках других криптографических алгоритмов и протоколов, для защиты информации, не имеющей грифа секретности. Стандарт также допускает использование SHA-2 частными и коммерческими организациями.
Хеш-функции SHA-2 используются для проверки целостности данных и в различных криптографических схемах. На 2008 год семейство хеш-функций SHA-2 не имеет такого широкого распространения, как MD5 и SHA-1, несмотря на обнаруженные у последних недостатки.
Некоторые примеры применения SHA-2 указаны в таблице:
| Область применения | Детали |
| ------------------ | --- |
| S/MIME             | SHA-224, SHA-256, SHA-384 или SHA-512 дайджесты сообщений                                                                                                 |
| OpenLDAP           | SHA-256, SHA-384 или SHA-512 хеши паролей |
| DNSSEC             | SHA-256 дайджесты DNSKEY в протоколе DNSSEC |
| X.509              | SHA-224, SHA-256, SHA-384 и SHA-512 используются для создания электронной цифровой подписи сертификата                                                    |
| PGP                | SHA-256, SHA-384, SHA-512 используются для создания электронной цифровой подписи                                                                          |
| IPSec              | Некоторые реализации поддерживают SHA-256 в протоколах ESP и IKE                                                                                          |
| DSA                | Семейство SHA-2 используется для создания электронной цифровой подписи                                                                                    |
| SHACAL-2           | Блочный алгоритм шифрования SHACAL-2 построен на основе хеш-функции SHA-256                                                                               |
| Биткойн            | Нахождение комбинации данных, SHA-256-хеш которых удовлетворяет оговоренному условию, является доказательством выполнения работы при эмиссии криптовалюты |

Как показали исследования, алгоритмы SHA-2 работают в 2—3 раза медленнее других популярных хеш-алгоритмов MD5, SHA-1, Tiger и RIPEMD-160.

### Сертификация
Реализации SHA-2, как и всех Федеральных стандартов обработки информации, могут быть сертифицированы для использования в некоторых приложениях на территории США. Сертификация происходит в рамках процедуры Cryptographic Module Validation Program, которая проводится Национальным институтом стандартов и технологий США совместно с канадским Бюро безопасности связи.
На 5 ноября 2008 года было сертифицировано более 250 реализаций SHA-2, четыре из которых могли оперировать сообщениями с длиной в битах, не кратной восьми.
Сертифицировано FIPS PUB 180-4, CRYPTREC и NESSIE.